# Klasszikus héber nyelvtani kifejezések listája
A lista a klasszikus – ó- vagy bibliai – héber nyelvtani terminusokat tartalmazza latinul, héberül és a körülbelüli magyar fordításával, ahol szükséges, rövid leírásával.
Ezek a nyelvtani kifejezések jelentik a héber – és kisebb eltérésekkel az egész sémi – nyelvészet alapját, ezek találhatóak a szótárakban, nyelvtanokban, konkordanciákban és a vonatkozó szak- és teológiai irodalomban is (a klasszikusra vonatkozóakban a latin, a modernben a héber, a magyarban vegyesen mindkettő).
Ugyancsak ezekkel írjuk le a klasszikus utáni – misnai, rabbinikus, középkori stb. – héber nyelvezetet (kivételt csak az újhéber (ivrit) jelent, melynek részben újabb terminológiája van), valamint az összes ókori és modern nyugati sémi nyelvet: az arámit (Targumok, a Talmud arámi részei), szírt, föníciait, moábit, edomit, ammonit. A terminológia részben megtalálható a többi sémi nyelvben, az akkádban, etiópban és az arabban is.
| Latin kifejezés                                 | Héber kifejezés | Magyar megfelelő                                                                                            |
| ----------------------------------------------- | --------------- | --- |
| perfectum (perf., pf.)                          | ávár (עָבָר)      | befejezett; klasszikus: többnyire múlt, modern: múlt                                                        |
| imperfectum (imperf., impf.)                    | átíd (עָתִיד)     | befejezetlen; klasszikus: jelen/jövő, modern: jövő                                                          |
| cohortativus (coh.)                             |                 | buzdítómód (kohortatívusz) – 1. személyű felszólítás vagy nyomaték                                          |
| infinitivus absolutus (inf. abs., inf. a.)      |                 | infinitívusz abszolútusz – perf. és imperf. mellett nyomaték; önállóan felszólítás                          |
| infinitivus constructus (inf. constr., inf. c.) |                 | infinitívusz konstruktusz – idő-, mód- és körülményhatározói szerkezetek                                    |
| imperativus (imperat., impt., imp.)             |                 | felszólítómód (imperatívusz) – 2. személyű felszólítás (csak pozitív)                                       |
| imperativus energicus (impt. en.)               |                 | nyomatékos imperatívusz – e/2h nyomatékos felszólítása                                                      |
| jussivus (juss.)                                |                 | parancsolómód (jusszívusz) – 3. személyű felszólítás; 2. személyű tiltás; a váv cons. impf. alapja          |
| participium activum (part. act., pt. a.)        | hóve (הוֹוֶה)     | aktív particípium – folyamatos alak, idő nélkül; klasszikus: általában jelen, de nem idő; modern: jelen idő |
| participium passivum (part. pass., pt. p.)      |                 | passzív particípium                                                                                         |
| vav consecutivum imperfectum (v. cons. impf.)   |                 | fordító vávos imperfektum (= perfektum: múlt)                                                               |
| vav consecutivum perfectum (v. cons. pf.)       |                 | fordító vávos perfektum (= imperfektum: jelen/jövő)                                                         |
|                                                 | pilél           | |
|                                                 | piél            | |
|                                                 | qal             | |
|                                                 | nifal           | |
|                                                 | svá nach        | néma svá |
| sva mobile                                      | svá ná          | hangzó / mozgó svá                                                                                          |
|                                                 | pilpél          | |
|                                                 | szmichut        | |
|                                                 | pual            | |
|                                                 | pulal           | |
|                                                 | polpal          | |
|                                                 | hitpaél         | |
|                                                 | hitpalél        | |
|                                                 | hitpalpél       | |
|                                                 | hifíl           | |
|                                                 | hofal           | |
|                                                 | etpaél          | |
|                                                 | itpaél          | |
|                                                 | itpaal          | |
|                                                 | peal            | |
|                                                 | afél            | |
|                                                 | safél           | |
|                                                 | binjan          | törzs |
|                                                 | sóres           | gyök |
| status                                          |                 | státusz, helyzet                                                                                            |
| tempus                                          |                 | idő |
| genus                                           |                 | nem |
| numerus                                         |                 | szám |